# Гомес, Мартин
Мартин Антонио Гомес Родригес (исп. Martín Antonio Gómez Rodríguez; родился 23 января 1990 года, Чирики, Панама) — панамский футболист, защитник клуба «Сан-Франсиско» и сборной Панамы.

## Клубная карьера
Гомес — воспитанник клуба «Атлетико Чирики» из своего родного города. В 2006 году он дебютировал в чемпионате Панамы. В составе «Атлетико» Мартин отыграл пять сезонов и провёл более 100 матчей. Летом 2012 года он перешёл в «Сан-Франсиско». 28 июля в матче против своей бывшей команды «Атлетико Чирики» Гомес дебютировал за новую команду. 11 ноября в поединке против «Тауро» Мартин забил свой первый гол за «Сан-Франсиско». В 2014 году он стал чемпионом Панамы.

## Международная карьера
20 января 2010 года в товарищеском матче против сборной Чили Гомес дебютировал за сборную Панамы. 18 февраля 2016 год в поединке против команды Сальвадора он забил свой первый гол за национальную команду.
В 2016 году Гомес попал в заявку сборной на участие в Кубке Америки в США. На турнире он был запасным и на поле не вышел.

### Голы за сборную Панамы
| #   | Дата            | Место                              | Противник | Счёт | Результат | Соревнование      |
| --- | --------------- | ---------------------------------- | --------- | ---- | --------- | ----------------- |
| 01. | 18 февраля 2016 | Маракана де Панама, Панама, Панама | Сальвадор | 1:0  | 1:0       | Товарищеский матч |

## Достижения
Командные
 «Сан-Франсиско»
- Чемпионат Панамы по футболу — Апертура 2014